# Кео (Арканзас)
Кео (англ. Keo) — город, расположенный в округе Лонок (штат Арканзас, США) с населением в 235 человек по статистическим данным переписи 2000 года.

## География
По данным Бюро переписи населения США Кео имеет общую площадь в 4,92 квадратных километров, водных ресурсов в черте населённого пункта не имеется.
Город Кео расположен на высоте 70 метров над уровнем моря.

## Демография
По данным переписи населения 2000 года в Кео проживало 235 человек, 69 семей, насчитывалось 96 домашних хозяйств и 108 жилых домов. Средняя плотность населения составляла около 48 человек на один квадратный километр. Расовый состав Кео по данным переписи распределился следующим образом: 19,87 % белых, 80,33 % — чёрных или афроамериканцев, 0,43 % — других народностей. Испаноговорящие составили 1,70 % от всех жителей города.
Из 96 домашних хозяйств в 28,1 % — воспитывали детей в возрасте до 18 лет, 59,4 % представляли собой совместно проживающие супружеские пары, в 7,3 % семей женщины проживали без мужей, 28,1 % не имели семей. 27,1 % от общего числа семей на момент переписи жили самостоятельно, при этом 10,4 % составили одинокие пожилые люди в возрасте 65 лет и старше. Средний размер домашнего хозяйства составил 2,45 человек, а средний размер семьи — 2,97 человек.
Население города по возрастному диапазону по данным переписи 2000 года распределилось следующим образом: 23,8 % — жители младше 18 лет, 6,0 % — между 18 и 24 годами, 26,8 % — от 25 до 44 лет, 24,7 % — от 45 до 64 лет и 18,7 % — в возрасте 65 лет и старше. Средний возраст жителей составил 40 лет. На каждые 100 женщин в Кео приходилось 102,6 мужчин, при этом на каждые сто женщин 18 лет и старше приходилось 103,4 мужчин также старше 18 лет.
Средний доход на одно домашнее хозяйство в городе составил 40 250 долларов США, а средний доход на одну семью — 43 333 доллара. При этом мужчины имели средний доход в 24 028 долларов США в год против 26 000 долларов среднегодового дохода у женщин. Доход на душу населения в городе составил 21 159 долларов в год. 10,3 % от всего числа семей в населённом пункте и 18,3 % от всей численности населения находилось на момент переписи населения за чертой бедности, при этом 38,3 % из них были моложе 18 лет и 7,0 % — в возрасте 65 лет и старше.